# Pommes et poires de Savoie
Les pommes et poires de Savoie sont une appellation de pommes et de poires française. Elles bénéficient d'une appellation protégée par indication géographique protégée (IGP).

## Histoire

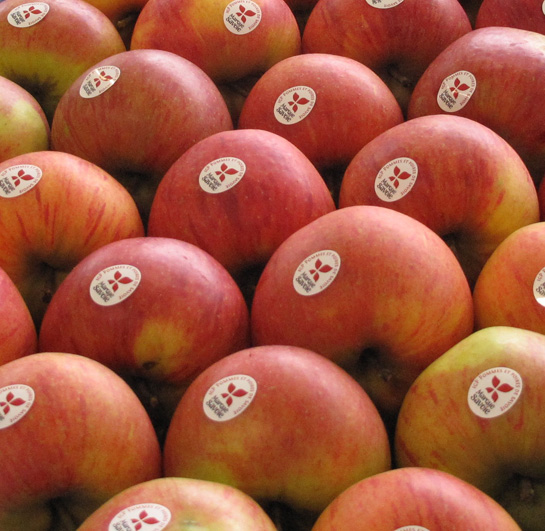
Identification par une stick de pommes de Savoie

La culture des poires et des pommes en Savoie et Haute Savoie est attestée depuis le XIXe siècle. Des fruits sont alors notamment exportés de Cusy, d'Aiguebelette ou d'Albertville jusqu'à Genève ou Lyon, puis à Toulon, Marseille ou Paris .
La qualité des fruits de ce territoire sera reconnue en 1979  via l'obtention d'un label : le Label Régional Savoie. 
En 1996, poussé par la fédération des producteurs, les Pommes et Poires de Savoie obtiennent une IGP. Le périmètre géographique de l'IGP est alors celui de l'ancienne province de Savoie, à savoir, l'ensemble des communes de la Savoie et de la Haute-Savoie, ainsi que cinq communes du département de l'Ain. La production est en 1993 de 19 100 tonnes par an (330 arboriculteurs et 966 hectares).
Ce périmètre verra son contour évoluer en 2015 à la suite de la modification du cahier des charges du produit. D'un côté, de nouvelles communes de l'Ain voient leur territoire bénéficier de l'IGP. De l'autre, de nombreuses communes des deux départements savoyards sortent de l'IGP. Ces communes qui disparaissent sont surtout des communes de montagne.
« Ces  produits  jouissent  aujourd’hui d’une  notoriété  élevée  auprès  des  marchés  et  des  consommateurs,  mais  le  lien  au terroir  tel qu’exigé dans les dossiers actuels d’AOC et d’IGP est difficile à définir » (thèse de géographie de Cécile Praly, p. 169, 2010). À partir de 2004, les pommes et poires de Savoie font l'objet d'une certification de conformité de produit, qui homogénéisent les productions en recommandant des pratiques communes. 
L'IGP a permis aux pommes et poires de Savoie de renforcer l'identification territoriale, commercialisées dans les grandes surfaces régionales, connues et appréciées par les consommateurs locaux. Néanmoins, la rémunération des producteurs demeure indexée sur les cours mondiaux et ceux-ci préfèrent une valorisation en circuit haut de gamme (grossistes  et détaillants spécialisés).

## Situation géographique

### Aire de l'IGP
L'IGP est présente sur les départements de l'Ain, de la Savoie et de la Haute-Savoie. L'aire géographique de l'IGP Pommes et Poires de Savoie est bien délimitée :
- au nord par le Lac Léman
- au sud et à l'Est par les montagnes
- à l'ouest par le Massif de la Chartreuse et le Grand Colombier.

La culture est généralement pratiquée sur des coteaux situés entre 200 et 1 500 mètres. Cependant, la majeure partie de la production se situe entre 400 et 800 mètres. Les facteurs bioclimatiques ont de fortes conséquences sur la qualité des pommes et poires de Savoie. Ce sont ces facteurs qui vont donner leur originalité aux fruits :
- l'altitude des vergers va limiter la taille des fruits.
- la différence de température entre le jour et la nuit, l'insolation, la proportion de lumière ultraviolette et la culture de coteaux vont influer sur la couleur des fruits. Cette différence va aussi leur conférer une meilleure conservation et va allonger les fruits.
- les sols riches en sels minéraux (sols riches en humus) et en eau (pluviométrie des Alpes du Nord) vont permettre une croissance lente et régulière des fruits, une chair ferme, d'où un poids spécifique plus élevé.

Une étude du Centre technique du Génie Rural et des Eaux et Forêts de 1975 sur la reinette du Canada a ainsi montré que la culture en Savoie donnait des fruits plus sucrés et plus acides, donnant davantage d'arôme.

#### Les communes de l'Ain
Douze communes sont concernées dans l'Ain :
Anglefort, Béon, Ceyzérieu, Corbonod, Cressin-Rochefort, Culoz, Flaxieu, Lavours, Pollieu, Seyssel, Talissieu, Vongnes.

#### Les communes de Savoie
205 communes sont concernées en Savoie : Aiguebelette-le-Lac, Aiguebelle, Aillon-le-Jeune, Aillon-le-Vieux, Aiton, Aix-les-Bains, Albens, Albertville, Allondaz,	Apremont, Arbin, Argentine,	Arith, Arvillard, Attignat-Oncin, Avressieux, Ayn, La Balme, Barberaz, Barby, Bassens,	La Bâthie, La Bauche, Bellecombe-en-Bauges, Belmont-Tramonet, Betton-Bettonet, Billième, La Biolle,	Bonvillard,	Bonvillaret, Bourdeau, Le Bourget-du-Lac, Bourget-en-Huile, Bourgneuf, La Bridoire , Brison-Saint-Innocent, Césarches, Cessens, Cevins, Challes-les-Eaux, Chambéry, Chamousset, Chamoux-sur-Gelon, Champagneux, Champ-Laurent, Chanaz, La Chapelle, La Chapelle-Blanche, La Chapelle-du-Mont-du-Chat, La Chapelle-Saint-Martin, Châteauneuf, Le Châtelard, La Chavanne, Les Chavannes-en-Maurienne, Chignin, Chindrieux, Cléry, Cognin, Coise-Saint-Jean-Pied-Gauthier, La Compôte, Conjux, Corbel, La Croix-de-la-Rochette, Curienne, Cruet, Les Déserts, Détrier, Domessin, Doucy-en-Bauges, Drumettaz-Clarafond, Dullin, Les Echelles, Ecole, Entremont-le-Vieux, Epersy, Epierre, Esserts-Blay, Etable, Feissons-sur-Isère, Francin, Fréterive, Frontenex, Gerbaix, Gilly-sur-Isère, Gresin, Grésy-sur-Aix, Grésy-sur-Isère, Grignon, Hauteville, Jacob-Bellecombette, Jarsy, Jongieux, Laissaud, Lepin-le-Lac, Lescheraines, Loisieux, Lucey, Les Marches, Marcieux, Marthod, Mercury, Méry, Meyrieux-Trouet, Mognard, Les Mollettes, Montagnole, Montailleur, Montcel, Montendry, Monthion, Montgilbert, Montmélian, La Motte-en-Bauges, La Motte-Servolex, Motz, Mouxy, Myans, Nances, Notre-Dame-des-Millières, Novalaise, Le Noyer, Ontex, Pallud, Planaise, Plancherine, Le Pont-de-Beauvoisin, Le Pontet, Presle, Pugny-Chatenod, Puygros, Randens, La Ravoire, Rochefort, La Rochette, Rognaix, Rotherens, Ruffieux, Saint-Alban-de-Montbel, Saint-Alban-des-Hurtières, Saint-Alban-Leysse, Saint-Baldoph, Saint-Béron, Saint-Cassin, Saint-Christophe, Saint-Franc, Saint-François-de-Sales, Saint-Genix-sur-Guiers, Saint-Georges-des-Hurtières, Saint-Germain-la-Chambotte, Saint-Girod, Saint-Jean-d'Arvey, Saint-Jean-de-Chevelu, Saint-Jean-de-Couz, Saint-Jean-de-la-Porte, Saint-Jeoire-Prieuré, Saint-Léger, Saint-Maurice-de-Rotherens, Saint-Offenge-Dessous, Saint-Offenge-Dessus, Saint-Ours, Saint-Paul, Saint-Paul-sur-Isère, Saint-Pierre-d'Albigny, Saint-Pierre-d'Alvey, Saint-Pierre-de-Belleville, Saint-Pierre-de-Curtille, Saint-Pierre-d'Entremont, Saint-Pierre-de-Genebroz, Saint-Pierre-de-Soucy, Saint-Rémy-de-Maurienne, Saint-Sulpice, Saint-Thibaud-de-Couz, Saint-Vital, Sainte-Hélène-du-Lac, Sainte-Hélène-sur-Isère, Sainte-Marie-d'Alvey, Sainte-Reine, Serrières-en-Chautagne, Sonnaz, La Table, Thénésol, Thoiry, La Thuile, Tournon, Tours-en-Savoie, Traize, Tresserve, Trévignin, La Trinité, Ugine, Venthon, Verel-de-Montbel, Verel-Pragondran, Le Verneil, Verrens-Arvey, Verthemex, Villard-d'Héry, Villard-Léger, Villard-Sallet, Villaroux, Vimines, Vions, Viviers-du-Lac, Voglans, Yenne.

#### Les communes de Haute-Savoie

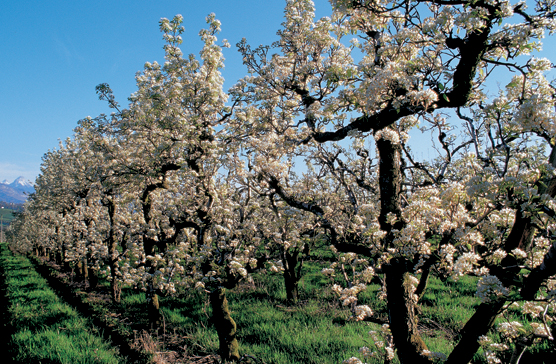
Floraison des vergers de Haute Savoie

246 communes sont concernées en Haute-Savoie: Alby-sur-Chéran, Alex, Allèves, Allinges, Allonzier-la-Caille, Amancy, Ambilly, Andilly, Annecy, Annecy-le-Vieux, Annemasse, Anthy-sur-Léman, Arbusigny, Archamps, Arenthon, Argonay, Armoy, Arthaz-Pont-Notre-Dame, Aviernoz, Ayze, Ballaison, La Balme-de-Sillingy, La Balme-de-Thuy, Bassy, Beaumont, Bloye, Bluffy, Boëge, Bogève, Bonne, Bonneville, Bons-en-Chablais, Bossey, Le Bouchet, Boussy, Brenthonne,	Burdignin, Cercier, Cernex, Cervens, Chainaz-les-Frasses, Challonges, Champanges, Chapeiry, La Chapelle-Rambaud, La Chapelle-Saint-Maurice, Charvonnex, Châtillon-sur-Cluses, Chaumont, Chavannaz, Chavanod, Chêne-en-Semine, Chenex, Chens-sur-Léman, Chessenaz, Chevaline, Chevrier, Chilly, Choisy, Clarafond-Arcine, Les Clefs, Clermont, Cluses, La Clusaz, Collonges-sous-Salève, Cons-Sainte-Colombe, Contamine-Sarzin, Contamine-sur-Arve, Copponex, Cornier, Cran-Gevrier,	Cranves-Sales, Crempigny-Bonneguête, Cruseilles, Cusy, Cuvat, Desingy, Dingy-en-Vuache, Dingy-Saint-Clair, Domancy, Doussard, Douvaine, Draillant, Droisy, Duingt, Éloise, Entrevernes, Epagny, Etaux, Etercy, Etrembières, Évian-les-Bains, Evires, Excenevex, Faucigny, Faverges, Feigères, Fessy, Féternes, Fillinges, Franclens, Frangy, Gaillard, Giez, Le Grand-Bornand, Groisy, Gruffy, Habère-Lullin, Habère-Poche, Hauteville-sur-Fier, Héry-sur-Alby, Jonzier-Epagny, Juvigny, Larringes, Lathuile, Le Lyaud, Leschaux, Loisin, Lornay, Lovagny, Lucinges, Lugrin, Lully, Machilly, Magland, Manigod, Marcellaz, Marcellaz-Albanais, Margencel, Marignier, Marigny-Saint-Marcel, Marin, Marlens, Marlioz, Marnaz, Massingy, Massongy, Maxilly-sur-Léman, Meillerie, Menthon-Saint-Bernard, Menthonnex-en-Bornes, Menthonnex-sous-Clermont, Mésigny,	Messery, Metz-Tessy, Meythet, Mieussy, Minzier, Monnetier-Mornex, Montagny-les-Lanches, Montmin, Moye, La Muraz, Mûres, Musièges, Nangy, Naves-Parmelan, Nernier, Neuvecelle, Neydens, Nonglard, Les Ollières, Orcier, Passy, Peillonnex, Perrignier, Pers-Jussy, Poisy, Présilly, Pringy, Publier, Quintal, Reignier-Ésery, La Rivière-Enverse, La Roche-sur-Foron, Rumilly,	Saint-André-de-Boëge, Saint-Blaise, Saint-Cergues,	Saint-Eusèbe, Saint-Eustache, Saint-Félix, Saint-Ferréol, Saint-Germain-sur-Rhône, Saint-Gervais-les-Bains, Saint-Gingolph, Saint-Jean-de-Sixt, Saint-Jean-de-Tholome, Saint-Jeoire, Saint-Jorioz, Saint-Julien-en-Genevois, Saint-Laurent, Saint-Martin-Bellevue, Saint-Paul-en-Chablais, Saint-Pierre-en-Faucigny,	Saint-Sixt,	Saint-Sylvestre, Sâles, Sallanches, Sallenôves, Le Sappey, Savigny, Saxel, Scientrier, Sciez, Scionzier, Serraval, Sévrier, Seynod, Seyssel, Seythenex, Sillingy, Talloires, Taninges, Thônes, Thonon-les-Bains, Thorens-Glières, Thusy, Thyez, La Tour, Usinens, Val-de-Fier, Valleiry, Vallières, Vanzy, Vaulx, Veigy-Foncenex, Vers, Versonnex, Vetraz-Monthoux, Veyrier-du-Lac, Villard, Les Villards-sur-Thônes, Villaz, Ville-en-Sallaz, Ville-la-Grand, Villy-le-Bouveret, Villy-le-Pelloux, Vinzier, Viry, Viuz-la-Chiesaz, Viuz-en-Sallaz, Vougy, Vovray-en-Bornes, Vulbens, Yvoire.

### Climatologie
La zone IGP est dominée par un climat continental, avec des influences méridionales et océaniques. Ce qui se caractérise par :
- des hivers longs et des étés chauds.
- une pluviométrie annuelle moyenne de 1 000 mm, qui peut atteindre 1 500 mm au pied des massifs.
- une température annuelle moyenne comprise entre 8 et 10 °C en fonction de l'altitude.

### Géologie
L'essentiel des vergers de l'aire IGP se situent dans l'avant pays savoyard. Cette zone se caractérise par :
- une forte présence de molasse.
- des formations de type morainique.

Le sol se caractérise par :
- une richesse en sels minéraux.
- une richesse en eau.
- la présence d'argile granulométrique.

Qui plus est, l'élevage bovin très présent dans l'aire IGP permet aux sols de posséder des taux élevés de matière organique. D'où un sol riche en humus.

## Les Vergers

### Production

#### Les Variétés cultivées

##### Les Pommes

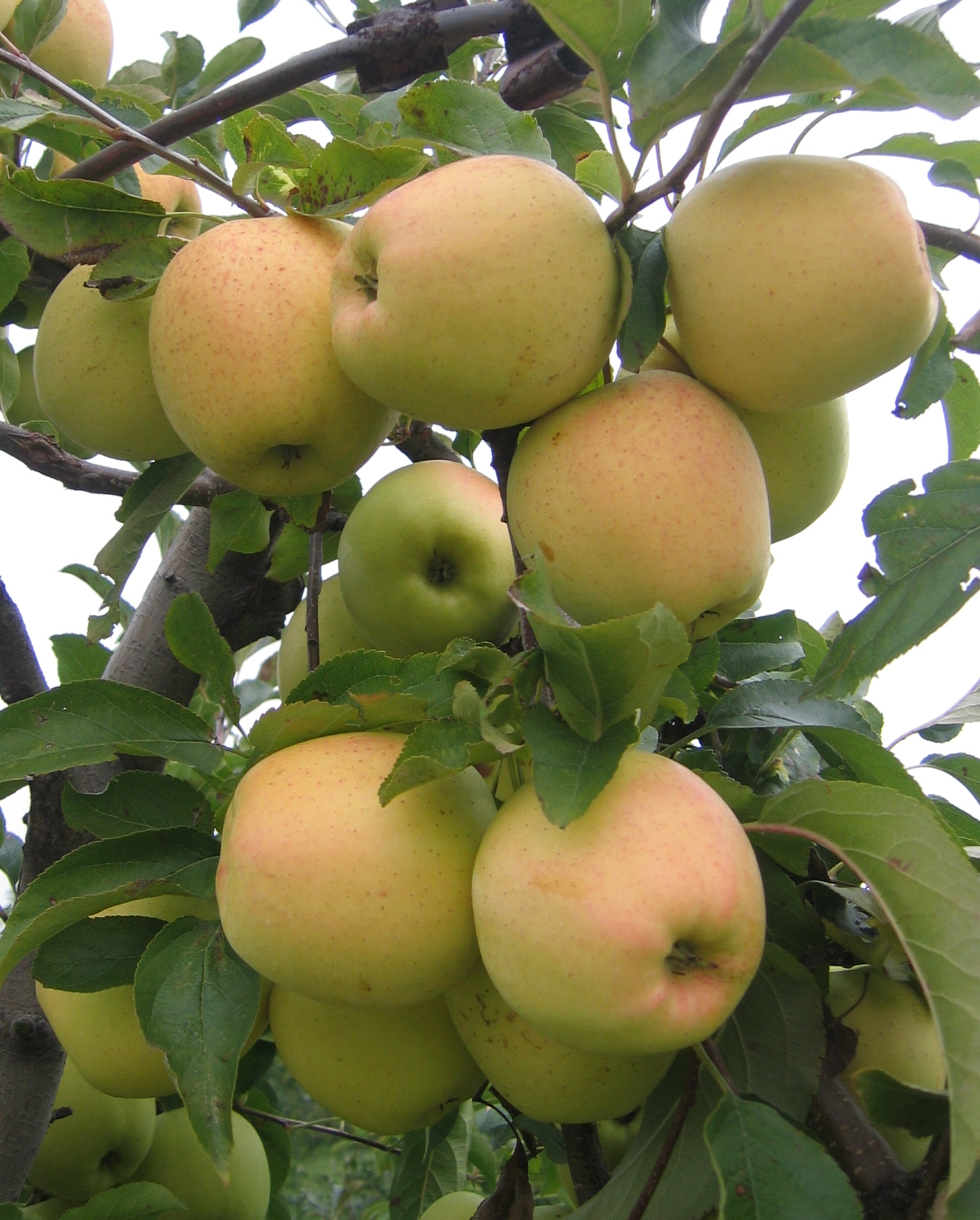
Pommes Golden delicious, rougies au soleil.

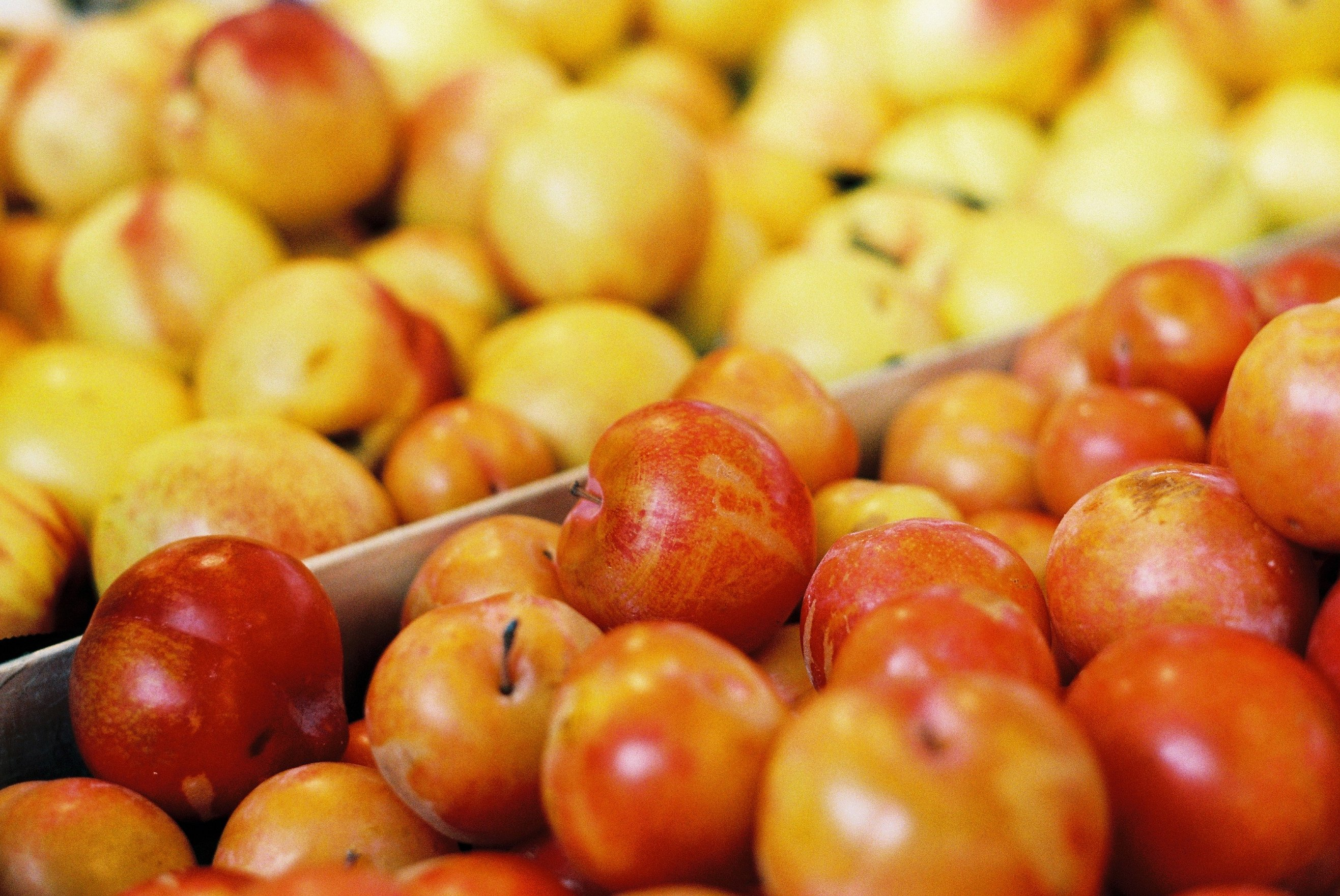
Pommes de reinette

16 variétés sont reconnues par le label :
1. Belle de Boskoop
2. Dalinco
3. Delcorf
4. Delgollune
5. Elstar
6. Fuji
7. Gala
8. Golden Delicious
9. Idared
10. Initial
11. Jonagold
12. Melrose
13. Opal
14. Pinova
15. Pilot
16. Reine des reinettes
17. Reinette blanche du Canada
18. Reinette grise du Canada
19. Suntan

##### Les Poires

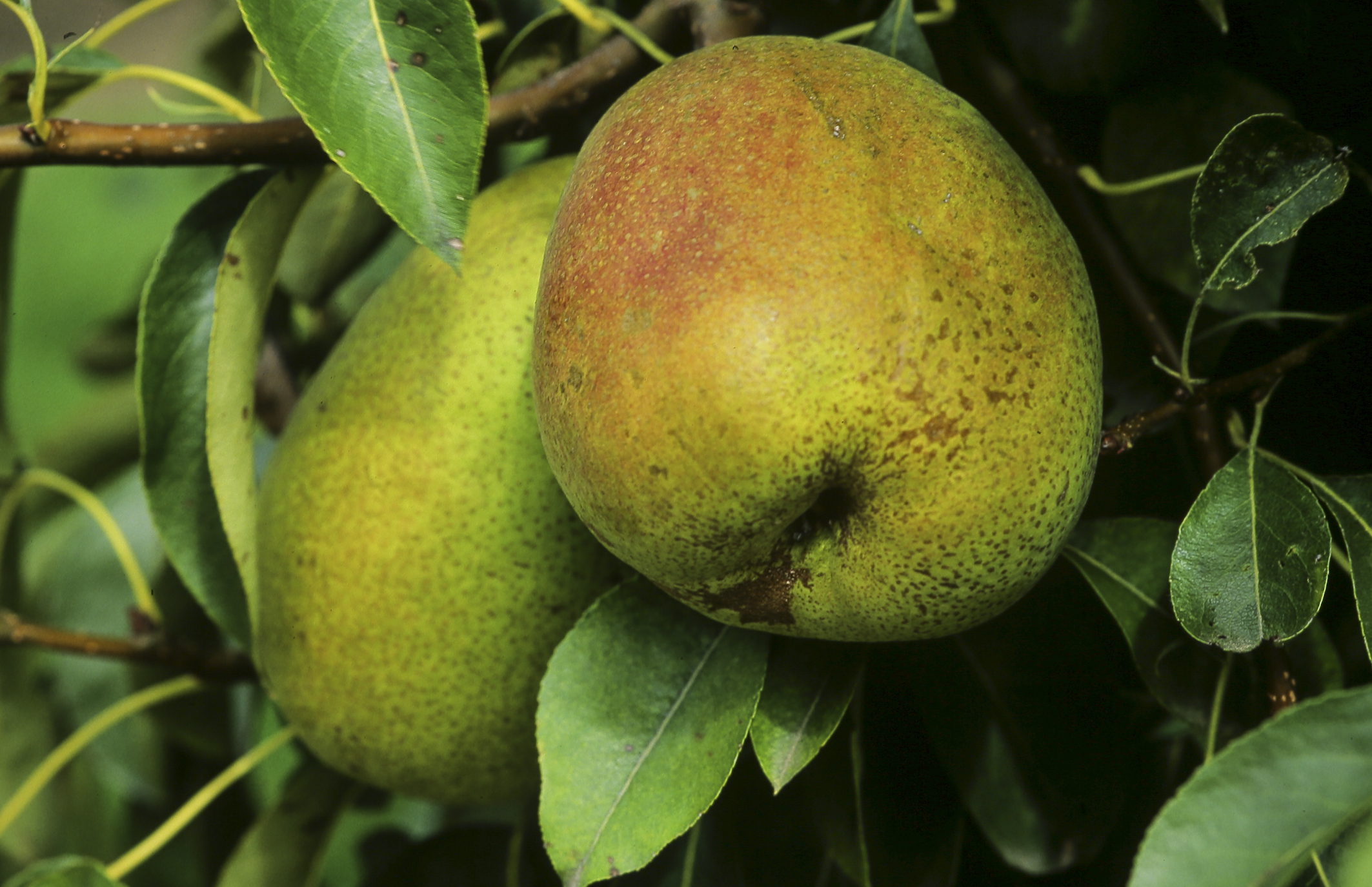
Passe-crassane rouge

6 variétés sont reconnues par le label :
1. Conférence
2. Doyenné du Comice
3. Général Leclerc
4. Louise Bonne d'Avranches
5. Passe-Crassane
6. Poire Williams

#### Le choix du matériel végétal
Les greffons, les plants et les porte-greffes doivent être certifiés sans virus.

#### Densité de la plantation
Le nombre d'arbres par hectare ne doit pas être supérieur à 3 500.

#### L'enherbement des vergers

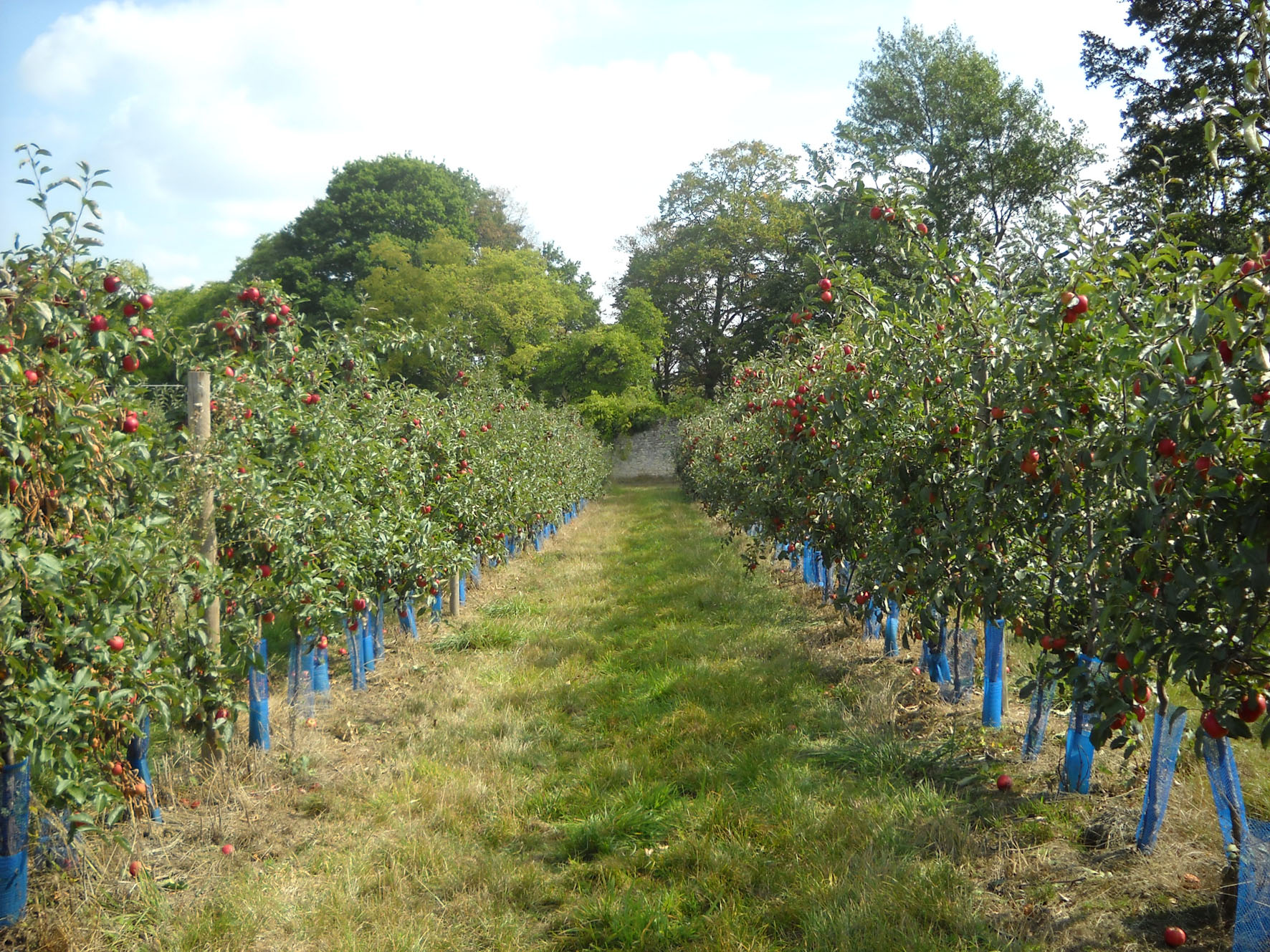
Exemple d'un verger enherbé

Dès la troisième année d'une plantation, il est obligatoire que les vergers soient enherbés. Cet enherbement doit représenter au moins 60 % de la surface qui sépare deux rangs d'arbres. Qui plus est, cette bande d'herbe doit au moins faire deux mètres de large. 
Il est interdit d'utiliser des produits chimiques de synthèse pour désinfecter les sols.

#### L'irrigation
L'irrigation dans les zones de production est autorisée, mais seulement en cas de stress hydrique. Qui plus est, le recours à l'irrigation est interdit durant les 15 jours qui précèdent la date de récolte.